# Praktbaggar

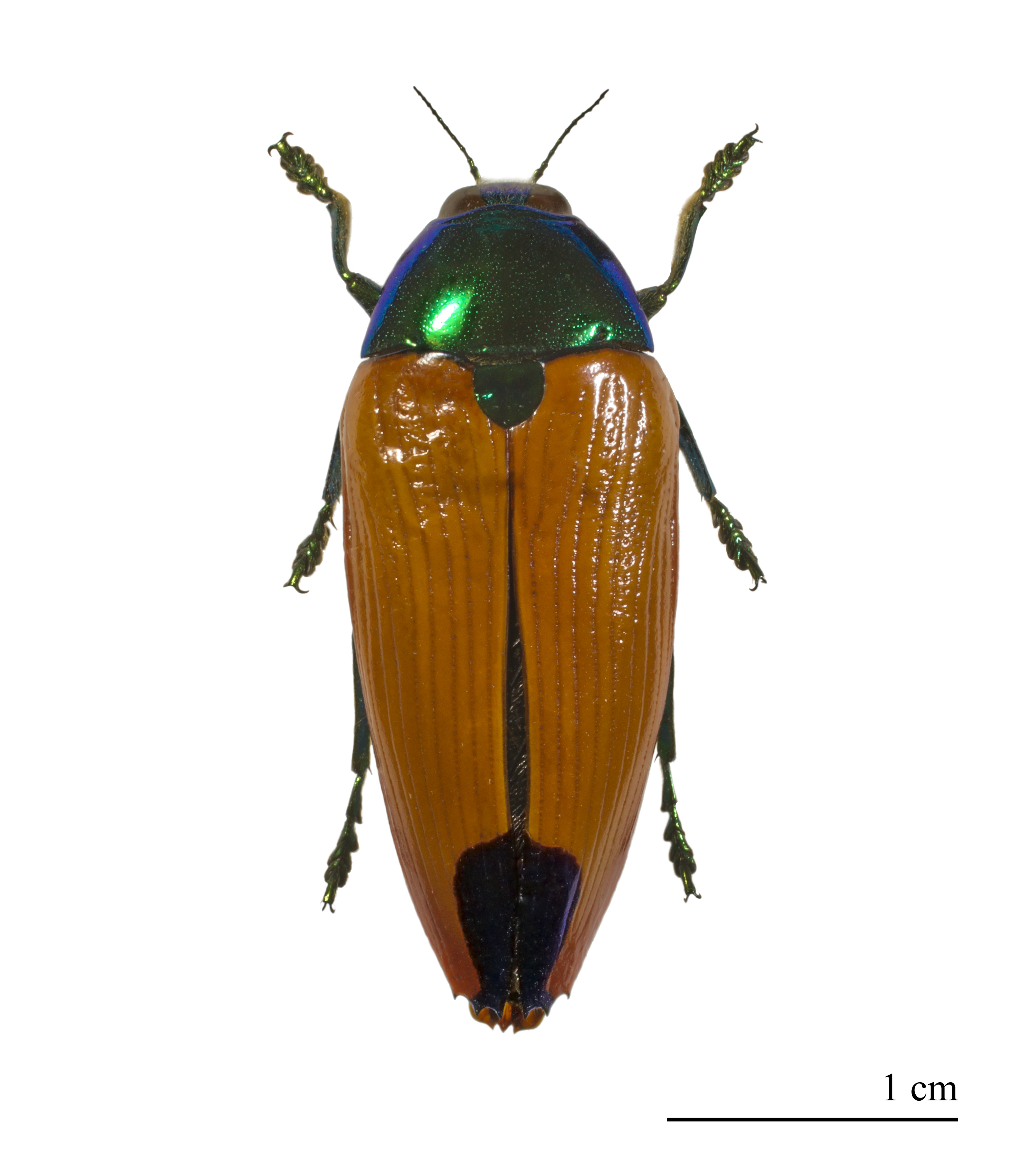
Metaxymorpha gloriosa

Praktbaggar (Buprestidae) är en familj i ordningen skalbaggar.
Hithörande arter har en ganska långsträckt, svagt kullrig, bakåt avsmalnande kroppsform, med bred halssköld, som är fast och nästan orörligt ansluten till täckvingarnas bas. Huvudet är till ögonen insänkt i halsskölden, med lodrätt ställd panna och korta, sågade pannspröt. Kroppens skal är fast och hårt och har ofta metallglänsande färger. Larverna, som utmärker sig genom en mycket bred och platt mellankropp, men lång och smal bakkropp, lever vanligen i trädstammar och rötter. Ofta påträffar man vuxna praktbaggar i hett solsken. Andra arter vistas i blommor och livnär sig av frömjöl.
Familjen omfattar omkring 15 000 arter i cirka 450 släkten. De flesta lever i tropiska delar av världen och där hittas också de mest praktfulla arterna. En av de största är den 6 till 7 centimeter långa sydamerikanska arten, Euchroma gigantea. Dess täckvingar skiftar i metalliska röda och grön nyanser och arten har av indianer trätts upp på trådar och använts som benprydnader. Till Sveriges fauna hör ett 30-tal arter.

## Systematik
Systematiken som rör familjen praktbaggar är omstridd, men de flesta taxonomer indelar den i fem eller sex nu levande underfamiljer, där ett par senare kan komma att upphöjas till egna familjer. Det förekommer dock system med upp till och med 14 underfamiljer.

### Underfamiljer
- Agrilinae
- Buprestinae
- Chrysochroinae
- Galbellinae
- Julodinae
- Parathyreinae †
- Polycestinae

### Arter i Sverige (urval)
- Alpraktbagge
- Askpraktbagge
- Asppraktbagge
- Barrpraktbagge
- Björkpraktbagge
- Bredhornad smalpraktbagge
- Bronspraktbagge
- Fyrprickig praktbagge
- Gulfläckig praktbagge
- Jättepraktbagge
- Olivgrön smalpraktbagge
- Rospraktbagge
- Rönnpraktbagge
- Silverfläckig smalpraktbagge
- Tvåfläckig smalpraktbagge
- Tvåfärgad smalpraktbagge
- Åttafläckig praktbagge